# Cur (razza canina)

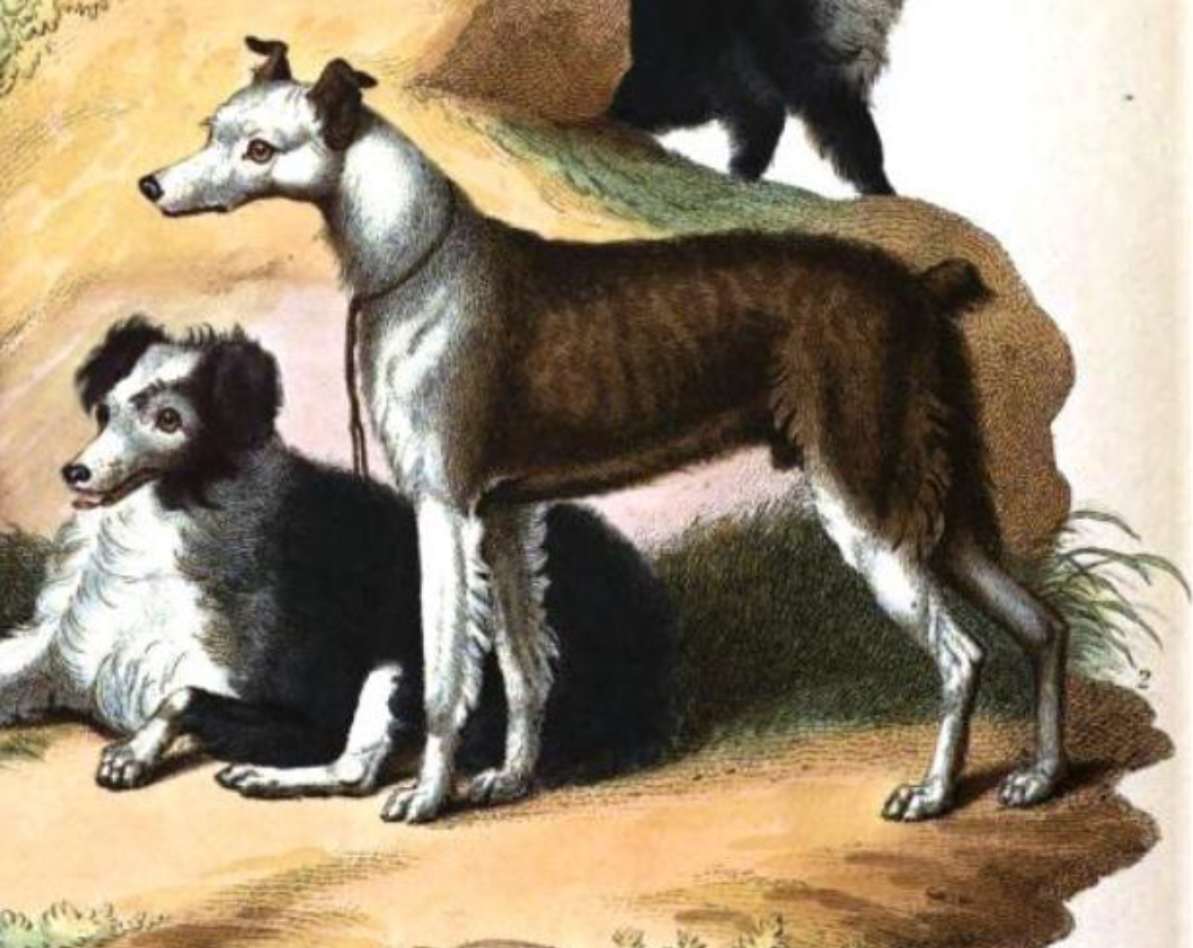
Il Cur di Sydenham Edwards in Cynographia Britannica, 1800.

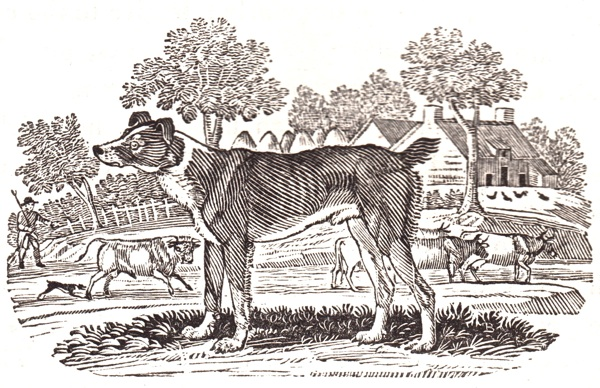
Incisione di un cane cur da Thomas Berwick, A general history of quadrupeds, 1791.

Il termine cur è solitamente usato per descrivere un cane bastardo, con una particolare natura aggressiva e ostile.
Si ritiene che il termine derivi dal kurra nordico kurra, che significa "brontolare o ringhiare".
In Inghilterra il cur, chiamato anche cane dei drover, era una razza distinta di cane usata dai mandriani di bovini, razza oggi estinta.

## Storia
Il cur è stato descritto da Ralph Beilby e Thomas Bewick nel loro lavoro del 1790 A general history of quadrupeds, così come da Sydenham Edwards nella sua Cynographia Britannica del 1800, come cani usati principalmente dai mandriani per guidare il bestiame.  
I Curs erano descritti come tallonatori, che mordevano i talloni del bestiame per farli muovere e si abbassavano sotto il calcio successivo, si diceva che fossero comuni in Inghilterra, in particolare nel nord dell'Inghilterra, ma erano praticamente sconosciuti nel resto del Regno Unito.
Il cur è stato descritto come più grande, più forte e con le gambe più lunghe dei collie da pastore con mantelli più corti e più lisci; di colore erano generalmente neri, tigrati o brizzolati con collo e zampe bianchi e, occasionalmente, una faccia bianca, avevano delle piume sulle zampe e orecchie mezze punte.   
Una caratteristica distintiva del cur era che molti erano nati con code corte e tozze, che davano l'impressione che fossero stati tagliati.
Edwards descrisse l'ascendenza della razza come probabilmente un misto di collie, lurcher, mastino inglese o alano.
Il loro carattere era descritto come astuto, intelligente, sempre impegnato e irrequieto; si diceva che potessero differenziare il bestiame del loro padrone da quelli degli estranei e che avrebbero separato il bestiame straniero dalle mandrie del loro padrone.
Non è chiaro quando o perché la razza si sia estinta, probabilmente è scomparsa a metà del XIX secolo.    Alcuni scrittori moderni credono che sia stato il cur, non il collie, ad essere stato incrociato con il dingo per creare l'ormai estinto Halls Heeler in Australia, rendendo il cur un antenato sia dell'Australian Cattle Dog che dell'Australian Stumpy Tail Cattle Cane, quest'ultimo che eredita la coda anura.